# Жарагуа (мини-футбольный клуб)
Спортивная ассоциация «Жарагуа» порт. Associação Desportiva Jaraguá, в 2001—2010 годы был известен под названием Малви/Жарагуа, (порт. Malwee Futsal (Malwee/Jaraguá)) — бразильский мини-футбольный клуб из города Жарагуа-ду-Сул, штат Санта-Катарина. Один из самых титулованных клубов страны и континента.
Несмотря на успешные выступления и звёздный состав, по окончании сезона 2010 клуб прекратил существование из-за потери главного спонсора. В 2011 году был возрождён под изначальным названием. В настоящий момент вновь выступает в Лиге Футзала.

## История
Основан 15 февраля 1992 года под названием «Жарагуа» (порт. Associação Desportiva Jaraguá). До 2000 года не участвовал в высшем дивизионе чемпионата Бразилии. В 2000-е годы клуб стал одним из самых титулованных в бразильском мини-футболе. Шестикратный победитель Чаши Бразилии, четырежды чемпион Бразилии, многократный чемпион штата, 6-кратный победитель клубного чемпионата Южной Америки.

Эмблема «Малви/Жарагуа»

С 2001 года «Жарагуа» стала спонсироваться фирмой Malwee Malhas, с чем связана смена названия на «Malwee Futsal», однако во всех официальных источниках (в частности, на сайте Ассоциации мини-футбола Бразилии) продолжает использоваться двойное название через дробь — «Малви/Жарагуа» — широко распространённая традиция в бразильском мини-футболе, в котором довольно часто происходят смены названий клубов, объединения и переезды команд в другие города.
В конце ноября 2010 года «Malwee Malhas Ltd» объявило о прекращении финансирования команды. 3 декабря команда сыграла последний матч. В 2011 году мини-футбольная команда «Жарагуа» выступала только на уровне чемпионата штата. В 2012 году «Жарагуа» вернулась в «Лигу Футзала» — высший дивизион чемпионата Бразилии по мини-футболу, под названием CSM/Pré-Fabricar/FME/Jaraguá. В настоящий момент клуб вернулся к изначальному официальному названию.

## Достижения
- Победитель клубного чемпионата Южной Америки (6): 2004, 2005, 2006, 2007, 2008, 2009
- Финалист Межконтинентального кубка (4): 2005, 2006, 2007, 2008
- Чемпион Бразилии (5): 2005, 2007, 2008, 2010, 2024 (рекордсмен турнира наряду с клубом «Карлус-Барбоза»)
- Чемпион штата Санта-Катарина (12): 1999, 2000, 2002, 2003, 2004, 2005, 2006, 2008, 2015, 2021, 2022, 2024 (рекордсмен турнира)
- Обладатель Чаши Бразилии (7): 2003, 2004, 2005, 2006, 2007, 2008, 2015 (рекордсмен турнира)
- Финалист Кубка Бразилии (1): 2021
- Обладатель Суперкубка Бразилии (1): 2016

## Знаменитые игроки
- Тиаго Мариньо
- Ленисио
- Мануэль Тобиас
- Фалькао
- Марсенио[англ.]